# Helmut Wolff (Mediziner)

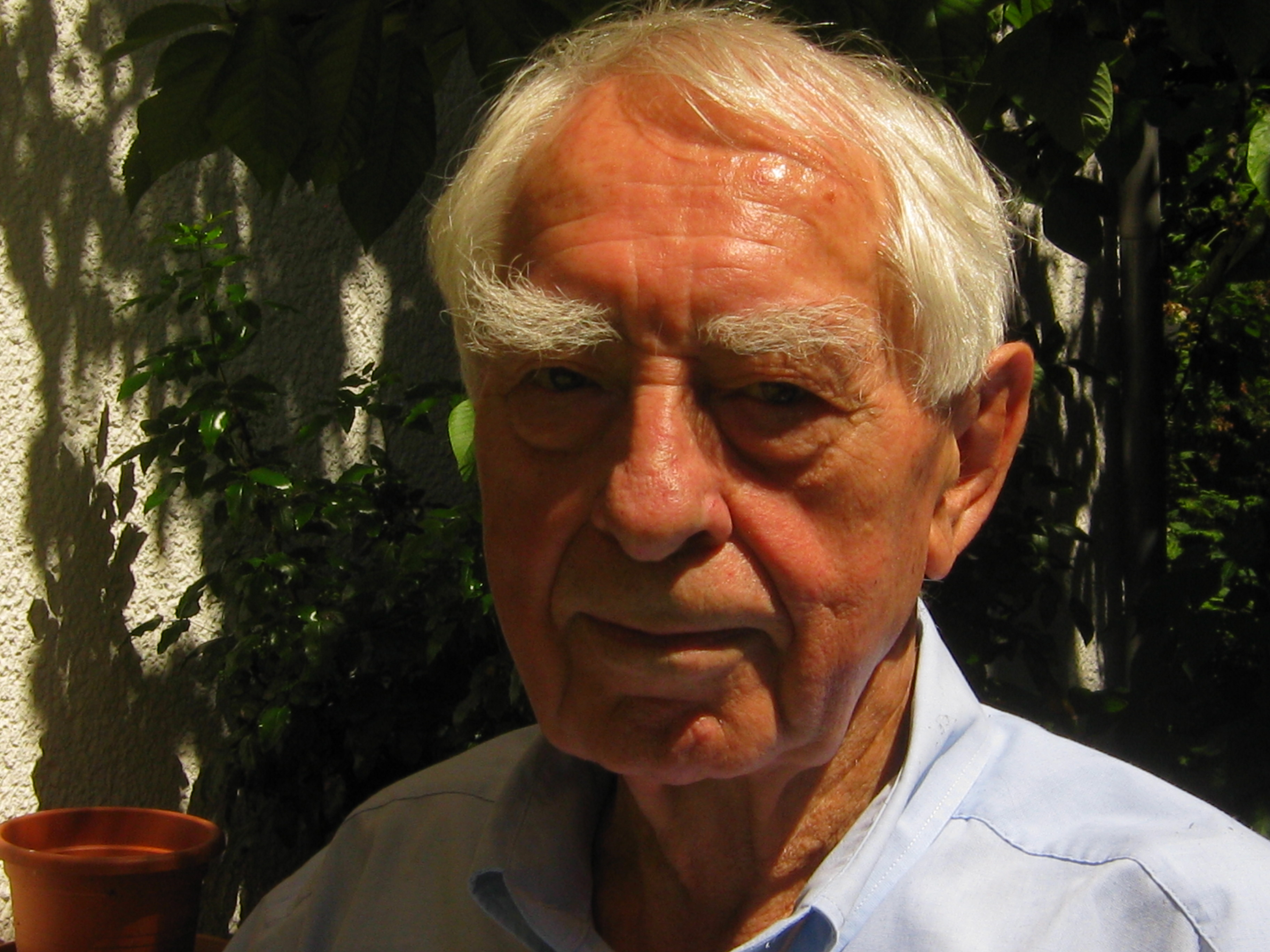
Helmut Wolff (2013)

Helmut Wolff (* 8. Oktober 1928 in Marinkow, Wolhynien, Ukrainische SSR; † 24. Oktober 2017 in Berlin-Biesdorf) war ein deutscher Chirurg. Als Lehrstuhlinhaber der Humboldt-Universität zu Berlin war er der führende Chirurg der Deutschen Demokratischen Republik. 1977 gelang ihm in Dresden die dritte Lebertransplantation in Deutschland, 1986 an der Charité die erste erfolgreiche Herztransplantation und die erste kombinierte Nieren- und Pankreas-Transplantation in der DDR.

## Leben
Wolff entstammte einer Bauernfamilie, die nach dem Hitler-Stalin-Pakt im Oktober 1939 nach Ostpreußen und dann ins sogenannte „Wartheland“ zog. Von 1936 bis 1943 besuchte er die Grundschule in Marinkow und die Zentralschule in „Warthbrücken“. Bei der Flucht und Vertreibung Deutscher aus Mittel- und Osteuropa 1945 bis 1950 nach Cainsdorf in Sachsen gelangt, besuchte der 17-jährige Wolff die Vorstudienanstalt in Zwickau. Er wollte ursprünglich Landwirt, später Pharmakologe werden, widmete sich aber zwei Wochen nach Studienbeginn auf Rat von Freunden dem Studium der Medizin. Wolff war Mitglied der Antifa-Jugend und der Freien Deutschen Jugend. Noch vor seinem Studium trat er 1948 in die Sozialistische Einheitspartei Deutschlands ein. Ab 1950 studierte er an der Universität Leipzig. Nach dem mit „sehr gut“ bestandenen Staatsexamen absolvierte er 1956/57 die Pflichtassistentenzeit im Universitätsklinikum Leipzig. In der Promotion A an der nunmehrigen Karl-Marx-Universität wurde er am 18. April 1956 zum Dr. med. promoviert. Anschließend war er ein Jahr in der Physiologischen Chemie bei Erich Strack. Danach durchlief er von 1959 bis 1963 die chirurgische Ausbildung bei Herbert Uebermuth, bei dem er für die Promotion B arbeitete und am 1. Juli 1964 Dr. med. habil. wurde. Zum Oberarzt und Dozenten ernannt, begann er mit tierexperimentellen Lebertransplantationen.

### Dresden
1972 wurde er Lehrstuhlinhaber und Klinikdirektor der Chirurgischen Klinik der Medizinischen Akademie Carl Gustav Carus Dresden. Dort widmete er sich der Allgemein-, Thorax- und Gefäßchirurgie. Schwerpunkte waren Leber- und Pankreaschirurgie, Onkologie und Thymuseingriffe. 1977 gelang ihm die im Ostblock erste klinische Lebertransplantation. Für die wissenschaftlichen Arbeiten auf diesem Gebiet erhielt er 1978 den Nationalpreis der DDR.

### Ost-Berlin
Die Humboldt-Universität Berlin berief Wolff 1978 zum Lehrstuhlinhaber und Direktor des Chirurgischen Zentrums der Charité. Seine Ehefrau Karin Wolff, eine Anaesthesiologin, kehrte aus der Bundesrepublik Deutschland in die DDR zurück. Schwerpunkte seiner Arbeit waren Leber- und Pankreaseingriffe, die Transplantation von Leber-, Pankreas- und Langerhans-Inseln, die Onkologie und experimentelle Organtransplantationen. Aufgrund seiner Leistungen in der Transplantationschirurgie zählte Wolff zu den führenden Chirurgen in Deutschland. Der breiten Öffentlichkeit bekannt wurde er durch die Operation Erich Honeckers. Wolff war stellvertretender Vorsitzender des Rates für Medizinische Wissenschaft beim Minister für Gesundheitswesen der DDR und leitete die Hauptforschungsrichtung Organtransplantation. Unter seiner und Moritz Mebels Leitung entstand an der Charité das Zentrum für Transplantationschirurgie. Nach langjähriger Vorbereitung nahm ein Team um Wolff am 30. Juni 1986 an der Charité die erste Herztransplantation der DDR vor. Von 1981 bis 1984 und ab 1986 leitete Wolff den Ost-Berliner Teil der Berliner Chirurgischen Gesellschaft. 1988 wurde Wolff vom Ministerium für Gesundheitswesen der DDR damit beauftragt, eine Einschätzung des Niveaus der Forschung in den klinischen Disziplinen in der DDR und Schlussfolgerungen daraus abzugeben.

### Wende
Mit seinem West-Berliner Kollegen Ulf Stockmann sorgte Wolff gleich nach dem Mauerfall für die Wiedervereinigung der Berliner Chirurgischen Gesellschaft. Sie wurde am 15. Januar 1990 – zehn Monate vor der Deutschen Wiedervereinigung – vollzogen. Nach der Wende und friedlichen Revolution in der DDR wurde ihm vorgeworfen, als IM Becher für das Ministerium für Staatssicherheit gearbeitet zu haben. In einem Brief an den Senator Manfred Erhardt vom 20. Oktober 1992 legte Wolff dar, dass er niemals eine Verpflichtungserklärung unterschrieben habe und niemals IM gewesen sei. Mit der Genehmigung seiner Reisen ins westliche Ausland zu Berichten an das Prorektorat verpflichtet, habe er niemals „Wissenschaftler des westlichen Auslands eingeschätzt“. Um eigenen Mitarbeitern Westreisen zu ermöglichen und die Klinik international bekannt zu machen, musste er als Klinikdirektor den entsprechenden Reiseantrag stellen und – auch wider besseres Wissen – mit der Staatstreue des Betreffenden begründen. Diskussionen mit der Kaderabteilung, vorgesetzten Dienststellen und Vertretern des Gesundheits- und Hochschulministeriums gingen der Entscheidung im Ministerium für Staatssicherheit voraus. Wegen der Annahme einer Flucht aus der DDR fiel sie meistens negativ aus. Wolff ließ sich im Einvernehmen mit der Universitätspräsidentin Marlis Dürkop zum 31. Dezember 1992 – zehn Monate vor der üblichen Altersgrenze – aus gesundheitlichen Gründen emeritieren.

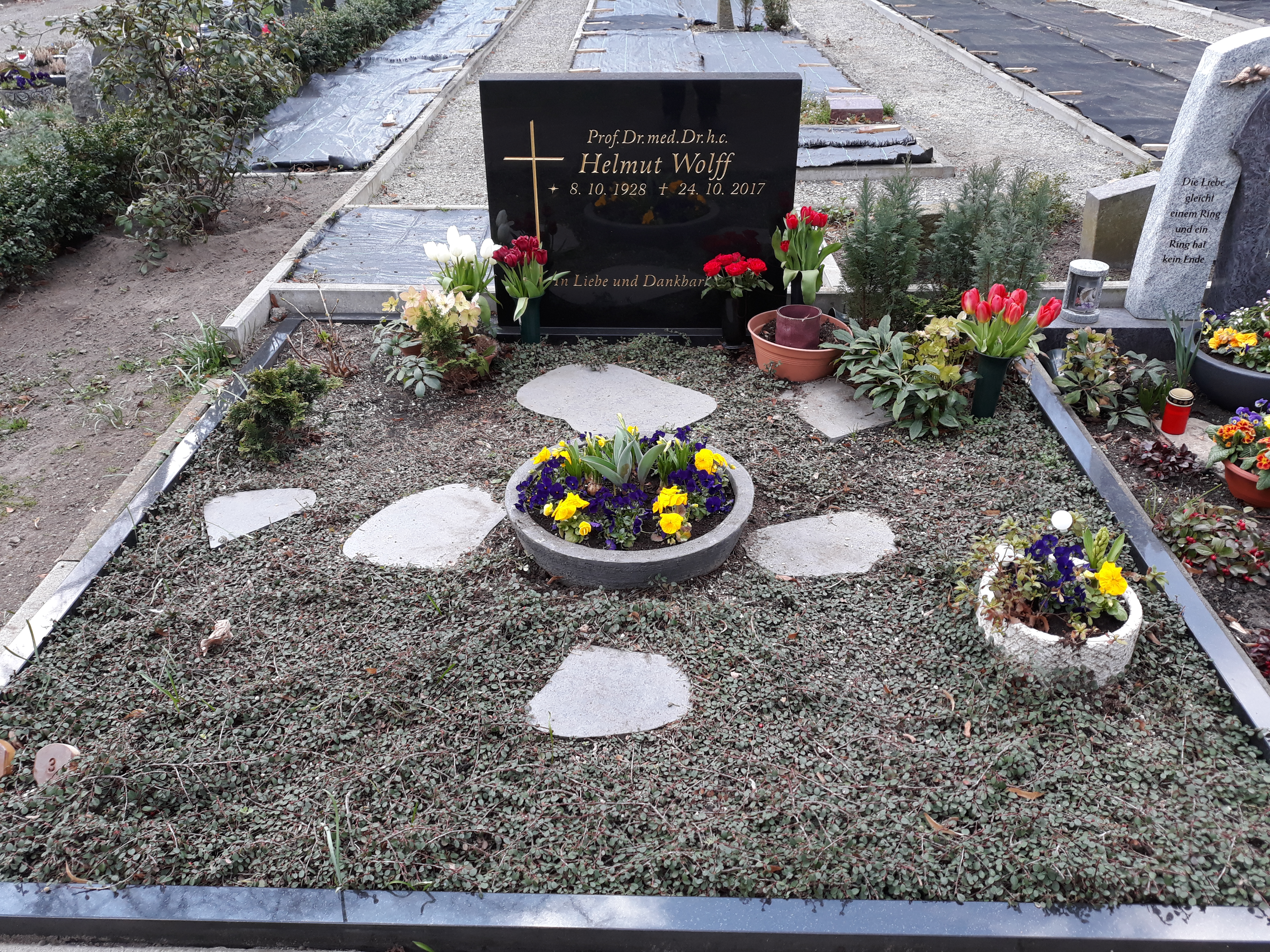
Grab auf dem Friedhof Biesdorf

### Sonstiges
Seit 1995 richtete er in Teupitz die alljährliche Jahrestagung für Chirurgische Chefärzte aus. Die Ergebnisse der Teupitzer Gespräche werden in Sammelbänden veröffentlicht. Seit 2000 war er Vorsitzender des wissenschaftlichen Beirats der KMG Kliniken.
Wolff erlitt am 30. Juni 2017 einen Schlaganfall und starb nach knapp vier Monaten im Unfallkrankenhaus Berlin. Der Trauergottesdienst fand am 8. November in der Dorfkirche Biesdorf statt. Klaus Gellert würdigte das wissenschaftliche Lebenswerk seines Lehrers Wolff. Wolffs Grab befindet sich auf dem Friedhof Biesdorf.

## Werke
Wolff verzeichnet 364 Publikationen und 415 Vorträge. Auf dem 52. Österreichischen Chirurgenkongress in Wien (23.–25. Juni 2011) berichtete er ausführlich über die Chirurgie in der DDR.

### Herausgeber
- Leber-, Gallen- und Pankreaschirurgie. Berlin 1978.
- mit Richard Reding und Siegfried Kiene: Grundlagen der Chirurgie. Leipzig 1984.
- Die Chirurgie vor 100 Jahren. Berlin 1986.
- Wissenschaftliches Symposium mit internationaler Beteiligung anläßlich des 100. Jahrestages der Gründung der Berliner Chirurgischen Gesellschaft und des 150. Geburtstages von Ernst v. Bergmann. Verlag Gesundheit. Berlin 1992. ISBN 3-333-00695-2.
- Tagungsberichte Teupitzer Gespräche 1997–2011. Heidelberg.

### Buchbeiträge
- M. Herbst (Hrsg.): Aktuelle Fragen der Chirurgie. Leipzig 1966.
- Albrecht Gläser (Hrsg.): Beiträge zur klinischen Krebsforschung. Universität Leipzig 1967.
- Jörg Rüdiger Siewert, Harder (Hrsg.): Chirurgische Gastroenterologie. Springer 1981/1985.
- Federlin, Bretzel, Thieme (Hrsg.): Islet Isolation, Culture and Cryopreservation. 1981.
- Gert Carstensen (Hrsg.): Chirurgie im Wandel der Zeit. Springer 1983.
- Franz Paul Gall, O. Gebhardt, Heinrich Groitl, Ludwig Zukschwerdt (Hrsg.): Fortschritte in der Pankreaschirurgie. 1987.
- Hans Joachim Serfling, Karl-Ludwig Schober, Walter Schmitt (Hrsg.): Spezielle Chirurgie. Leipzig 1990.
- Wolfgang Hepp (Hrsg.): Operative Gefäßzugänge. Steinkopf, 1995.
- Ferdinand Köckerling, Hans Werner Waclawiczek (Hrsg.): Leberchirurgie. Leipzig 1999.
- Ferdinand Köckerling, Hans Lippert, Ingo Gastinger (Hrsg.): Fortschritte in der kolorektalen Chirurgie. Scien Med, 2002.

## Ehrungen
- Nationalpreis der DDR (1978)
- Ehrenmitglied der Tschechoslowakischen Chirurgischen Gesellschaft (1981)
- Ehrenmitglied der Ungarischen Chirurgischen Gesellschaft (1982)
- Auswärtiges Mitglied der Finnischen Akademie der Wissenschaften (1982)[12]
- Ehrenmitglied der Griechischen Chirurgischen Gesellschaft (1985)
- Ehrenmitglied der Kubanischen Chirurgischen Gesellschaft (1985)
- Dr. h. c. der Universität Granada (1986)
- Ehrenmitglied der Kinderchirurgischen Gesellschaft der DDR (1989)
- Ehrentitel Hervorragender Wissenschaftler des Volkes (1989)
- Ehrenmitglied der Thüringischen Chirurgischen Gesellschaft (1998)
- Ehrenmitglied der Sächsischen Chirurgischen Gesellschaft (2000)
- Jubiläumspreis der Deutschen Gesellschaft für Chirurgie für das chirurgische Lebenswerk (2002)
- Ehrenmitglied der Berliner Chirurgischen Gesellschaft (2013)[13][A 2]